# Tsabit
Tsabit est une commune de la wilaya d'Adrar en Algérie.

## Géographie

### Situation
Le territoire de la commune de Tsabit se situe à l'ouest de la wilaya d'Adrar. Son chef-lieu est situé à 56 km à vol d'oiseau au nord d'Adrar et à 67 km par la route.
| Ksabi (Wilaya de Béchar)     | Ksabi (Wilaya de Béchar) | Talmine, Charouine |
| Tabelbala (Wilaya de Béchar) | Tsabit                   | Metarfa, Sebaa     |
| Sebaa                        | Sebaa                    | Sebaa              |

### Localités de la commune
En 1984, la commune de Tsabit est constituée à partir des localités suivantes :
- Bentalha
- Ghabet Moulay Ali
- Ksabi
- El Habla
- Lamaïz
- Oujlane
- Laayad
- Hammad
- Amor
- Brinkane
- Arain Arrass
- Kaberten

## Histoire
C'est à Tsabit, plus précisément à la caserne Colonel Lotfi que Mohamed Boudiaf fut séquestré après son rapt par le régime de Ben Bella en juin 1963 selon ses mémoires publiés dans Où va l'Algérie?. Avant d'être évacué vers Saïda, il y entamera une grève de la faim avec ses compagnons de cellule, Ali Allouache, Moussa Kebaili et Mohand Akli Benyounes.[réf. nécessaire]

## Santé
Cette commune abrite salles de soins, polycliniques et maternités qui relèvent de la Direction de la Santé et de la Population (DSP) de la wilaya d'Adrar ainsi que du Ministère de la Santé, de la Population et de la Réforme hospitalière.
Les consultations spécialisées ainsi que les hospitalisations des habitants de cette commune se font dans l'un des hôpitaux de la wilaya d'Adrar:
- Hôpital Ibn Sina d'Adrar[4].
- Hôpital Mohamed Hachemi de Timimoun[5].
- Hôpital de Reggane.
- Hôpital Noureddine Sahraoui d'Aoulef[6].
- Hôpital de Bordj Badji Mokhtar[7].
- Hôpital de Zaouiet Kounta.
- Pôle hospitalier de Tililane[8].
  - Hôpital général de 240 lits[9].
  - Hôpital gériatrique de 120 lits.
  - Hôpital psychiatrique de 120 lits.
  - Centre anti-cancer de 120 lits.

### Salles de soins
Cette commune chapeaute salles de soins sur un total de 171 salles de soins que compte la wilaya d'Adrar. Ces salles de soins sont érigées dans la banlieue de cette commune pour accueillir les citoyens.

### Polycliniques
Cette commune chapeaute polycliniques sur un total de 29 polycliniques que compte la wilaya d'Adrar.

### Maternités
Cette commune chapeaute maternités sur un total de maternités que compte la wilaya d'Adrar.